# María Conchita Alonso
María Conchita Alonso Bustillo (sinh ngày 29 tháng 6 năm 1957), nổi tiếng hơn với cái tên María Conchita, là một nữ diễn viên, ca sĩ/nhạc sĩ người Venezuela.

## Những năm đầu
María Conchita Alonso tên khai sinh là María Concepción Alonso Bustillo tại Cienfuegos, Cuba. Gia đình bà chuyển từ Venezuela khi bà mới năm tuổi, vào năm 1962, sau cuộc Cách mạng Cuba. Bà có kinh nghiệm đầu tiên trong lĩnh vực kinh doanh show khi bà được trao vương miện Miss Teenager World vào năm 1971, và là Miss World/Venezuela vào năm 1975 khi bà dừng chân ở Top 7 trong cuộc thi Hoa hậu Thế giới 1975 mà người chiến thắng là người đẹp Wilnelia Merced đến từ Puerto Rico.

## Sự nghiệp
Album vàng và bài hát đứng nhất đầu tiên của Alonso trên bảng xếp hạng là Love Maniac vào năm 1979, nghệ danh của bà hồi ấy là A'mbar, sau đó tiếp đến là bài hát đứng nhất thứ hai của bà "The Witch" và ngay sau đó là "Dangerous Rhythm". Trong bài hát mà thường được coi là bài nổi tiếng nhất của bà, bà được Giorgio Moroder nhờ viết lời bài hát trong tiếng Tây Ban Nha và hát bài "Vamos a Bailar" mà ông đã viết lời để thêm vào soundtrack của bộ phim Scarface. Bài hát ngay lập tức trở thành một bài kinh điển trong lòng những người nói tiếng Tây Ban Nha dù nó thất bại trong việc có được sự chú ý bên ngoài Cuba nơi nó được thu âm. Vì hai album với Ambar và album ra mắt solo của bà đều được thu bằng tiếng Anh nên chính album thứ hai María Conchita năm 1984 mới là thứ khiến bà trở thành một ngôi sao ca nhạc trong thị trường nói tiếng Tây Ban Nha, giúp bà nhận được một đề cử Giải Grammy cho "Trình diễn Latin xuất sắc nhất".

## Lịch sử điện ảnh
| Năm  | Phim                                           | Vai                                            | Ghi chú                                                            |
| ---- | ---------------------------------------------- | ---------------------------------------------- | ------------------------------------------------------------------ |
| 1978 | Savana – Sesso e diamanti                      | Margaret Johnson                               | Italian B Movie                                                    |
| 1979 | Solon                                          |                                                |                                                                    |
| 1979 | Estefanía                                      | Silvana Cataldo                                | TV series                                                          |
| 1979 | Mabel Valdez, periodista                       | TV series                                      |                                                                    |
| 1980 | Natalia de 8 a 9                               | Mariana Brito                                  | TV series                                                          |
| 1980 | Mi hijo Gabriel                                | TV series                                      |                                                                    |
| 1981 | Marielena                                      | TV series                                      |                                                                    |
| 1981 | Angelito                                       | TV series                                      |                                                                    |
| 1981 | Luz Marina                                     | Luz Marina                                     | TV series                                                          |
| 1981 | El Esposo de Anaís                             | TV series                                      |                                                                    |
| 1982 | Claudia                                        | Claudia                                        | TV series                                                          |
| 1982 | Fantasy Island                                 | French Girl                                    | 1 episode                                                          |
| 1982 | Knight Rider                                   | Marie Elena Casafranca                         | 1 episode                                                          |
| 1984 | Nacho                                          | playing herself                                | TV series                                                          |
| 1984 | Moscow on the Hudson                           | Lucia Lombardo                                 |                                                                    |
| 1984 | Fear City                                      | Silver                                         | as Maria Conchita                                                  |
| 1986 | A Fine Mess                                    | Claudia Pazzo                                  | a.k.a. Blake Edwards' A Fine Mess (USA: complete title)            |
| 1986 | Touch and Go                                   | Denise DeLeon                                  |                                                                    |
| 1987 | Il cugino americano                            | Caterina Ammirati                              | a.k.a. Blood Ties (USA: TV title)                                  |
| 1987 | Extreme Prejudice                              | Sarita Cisneros                                |                                                                    |
| 1987 | The Running Man                                | Amber Mendez                                   |                                                                    |
| 1988 | Con el Corazón en la Mano                      |                                                |                                                                    |
| 1988 | Colors                                         | Louisa Gomez                                   |                                                                    |
| 1989 | One of the Boys                                | Maria Conchita Navarro                         | 6 episodes                                                         |
| 1989 | Vampire's Kiss                                 | Alva Restrepo                                  |                                                                    |
| 1990 | Predator 2                                     | Leona Cantrell                                 |                                                                    |
| 1991 | Cuerpos clandestinos (TV)                      | Claudia                                        |                                                                    |
| 1991 | McBain                                         | Christina                                      |                                                                    |
| 1992 | Teamster Boss: The Jackie Presser Story (TV)   | Carmen                                         | a.k.a. Power Play: The Jackie Presser Story (UK: video title)      |
| 1993 | Roosters                                       | Chata                                          |                                                                    |
| 1993 | The House of the Spirits                       | Tránsito Soto                                  |                                                                    |
| 1994 | Alejandra                                      | Alejandra                                      | TV series                                                          |
| 1994 | Texas (TV)                                     | Lucia                                          | a.k.a. James A. Michener's Texas                                   |
| 1994 | MacShayne: The Final Roll of the Dice (TV)     | Cindy Evans                                    |                                                                    |
| 1996 | Caught                                         | Betty                                          | a.k.a. Atrapados (USA: Spanish title)                              |
| 1996 | For Which He Stands                            | Theresa Rochetti                               |                                                                    |
| 1996 | Sudden Terror: The Hijacking of School Bus#17  | Marta Caldwell                                 |                                                                    |
| 1997 | Women: Stories of Passion                      | Sophia                                         | 1 episode                                                          |
| 1997 | Chicago Hope                                   | Emma Scull                                     | 2 episodes                                                         |
| 1997 | Robert Altman's Gun                            | Marti                                          | 1 episode                                                          |
| 1997 | Catherine's Grove                              | Charley Vasquez                                |                                                                    |
| 1997 | F/X: The Series                                | Elena Serrano                                  | 2 episodes                                                         |
| 1997 | Acts of Betrayal                               | Eva Ramirez                                    |                                                                    |
| 1998 | Exposé                                         | Nancy Drake                                    | a.k.a. Footsteps (Philippines: English title) (USA: working title) |
| 1998 | Blackheart                                     | Annette                                        |                                                                    |
| 1998 | The Nanny                                      | Concepcion Sheffield                           | 1 episode                                                          |
| 1998 | The Outer Limits                               | Marie Alexander                                | Episode: "The Vaccine"                                             |
| 1998 | El Grito en el cielo                           | Miranda Vega                                   | a.k.a. Shout Out (USA: festival title)                             |
| 1998 | My Husband's Secret Life (TV)                  | Toni Diaz                                      |                                                                    |
| 1999 | Touched by an Angel                            | Dr. Sandra Pena                                | 1 episode                                                          |
| 1999 | Dillinger in Paradise                          | Lola                                           |                                                                    |
| 2000 | Chain of Command                               | Vice President Gloria Valdez                   |                                                                    |
| 2000 | Knockout                                       | Carmen Alvarado                                |                                                                    |
| 2000 | A Vision of Murder: The Story of Donielle (TV) | Gloria                                         |                                                                    |
| 2000 | Best Actress (TV)                              | Maria Katarina Caldone                         |                                                                    |
| 2000 | High Noon (TV)                                 | Helen Ramirez                                  |                                                                    |
| 2000 | Twice in a Lifetime                            | Kat Lopez                                      | 1 episode                                                          |
| 2000 | The Princess & the Barrio Boy (TV)             | Minerva Rojas                                  | a.k.a. She's in Love (UK)                                          |
| 2001 | The Code Conspiracy                            | Rachel                                         |                                                                    |
| 2001 | Resurrection Blvd.                             | Julia Hernandez                                | 3 episodes                                                         |
| 2001 | Birth of Babylon                               | Lupe Velez                                     |                                                                    |
| 2002 | Blind Heat                                     | Adrianna Scott                                 |                                                                    |
| 2002 | Robbery Homicide Division                      | Claudia                                        | 1 episode                                                          |
| 2003 | The Company You Keep                           | Vera                                           |                                                                    |
| 2003 | Kingpin                                        | Ariela                                         | TV series                                                          |
| 2003 | Heart of America                               | Mrs. Jones                                     | a.k.a. Home Room (Australia)                                       |
| 2003 | Chasing Papi                                   | Maria                                          |                                                                    |
| 2003 | Newton's Law                                   |                                                |                                                                    |
| 2004 | CSI: Miami                                     | Marisela Gonzalez                              | 1 episode: Blood Moon                                              |
| 2005 | English as a Second Language                   | Consuelo Sara                                  |                                                                    |
| 2005 | La Academia USA                                | Judge                                          |                                                                    |
| 2005 | Smoke                                          | Aurora Avila                                   |                                                                    |
| 2006 | Desperate Housewives                           | Lucia                                          | 1 episode                                                          |
| 2006 | Material Girls                                 | Inez                                           |                                                                    |
| 2007 | The Dead One                                   | Sister Rosa                                    |                                                                    |
| 2007 | The Condor (V)                                 | Mrs. Valdez (voice)                            | a.k.a. Stan Lee Presents: The Condor (USA: DVD box title)          |
| 2007 | Saints & Sinners                               | Diana Martin                                   | 62 episodes                                                        |
| 2008 | Richard III                                    | Queen Elizabeth                                |                                                                    |
| 2008 | Tranced                                        | Libra                                          |                                                                    |
| 2008 | The Art of Travel                              | Mrs. Layne                                     |                                                                    |
| 2008 | The Red Canvas (post-production)               | Maria Sanchez                                  |                                                                    |
| 2008 | Two Minutes Of Hate                            | Dos minutos de odio                            |                                                                    |
| 2008 | Unauthorized Clifford                          | Des-Autorizado (Venezuela: wide-release title) |                                                                    |
| 2009 | Maneater (miniseries)                          | Alejandra Alpert                               | Two episodes                                                       |
| 2009 | Dark Moon Rising                               | Sheriff Sam.                                   |                                                                    |
| 2009 | Spread                                         | Ingrid                                         |                                                                    |
| 2012 | Lords of Salem                                 | Alice Matthias                                 |                                                                    |
| 2014 | Return to Babylon                              | Lupe Vélez                                     |                                                                    |
| 2016 | November Rule                                  | Ms Luisa                                       |                                                                    |
| 2017 | Kill 'Em All                                   | Agent Sanders                                  |                                                                    |
| 2018 | Off the Menu                                   | Cordelia Torres                                | " El señor de los cielos" sexta temporada Nora Serie Tv            |

## Lịch sử âm nhạc
- Love Maniac (Polydor/PolyGram, 1979)
- The Witch (Polydor/Polygram, 1980)
- Dangerous Rhythm (PolyGram, 1982)
- Te Amo (Polydor/PolyGram, 1983)
- María Conchita (A&M/PolyGram, 1984)
- O Ella o Yo (A&M/PolyGram, 1985)
- Grandes Éxitos (PolyGram, 1986)
- Mírame (PolyGram, 1987)
- Hazme Sentir (PolyGram, 1990)
- En Vivo México (Capitol/EMI Mexico, 1991)
- Imagíname (Columbia/SME Mexico, 1992)
- Alejandra: Boleros (PolyGram, 1994)
- Hoy y Siempre (PolyGram, 1997)
- Grandes Éxitos (2004)
- Soy EP (Hypnotic, 2005)
- Greatest Hits (Universal Latino, 2008)
- Mienteme (Universal Latino, 2009)
- Amor De Madrugada (ARDC Music Division, 2016)

## Đĩa đơn
| Năm  | Bài hát                | Hot Latin Songs | Album          |
| ---- | ---------------------- | --------------- | -------------- |
| 1987 | "Sueltame"             | 22              | Grandes Éxitos |
| 1987 | "Otra Mentira Más"     | 24              | Mírame         |
| 1988 | "Y Es Que Llegaste Tú" | 5               | Mírame         |
| 1990 | "Hazme Sentir"         | 24              | Hazme Sentir   |
| 1991 | "A Él Lo Quiero"       | 35              | Hazme Sentir   |
| 1993 | "Promesas"             | 20              | Imagíname      |